# Palmer (Texas)

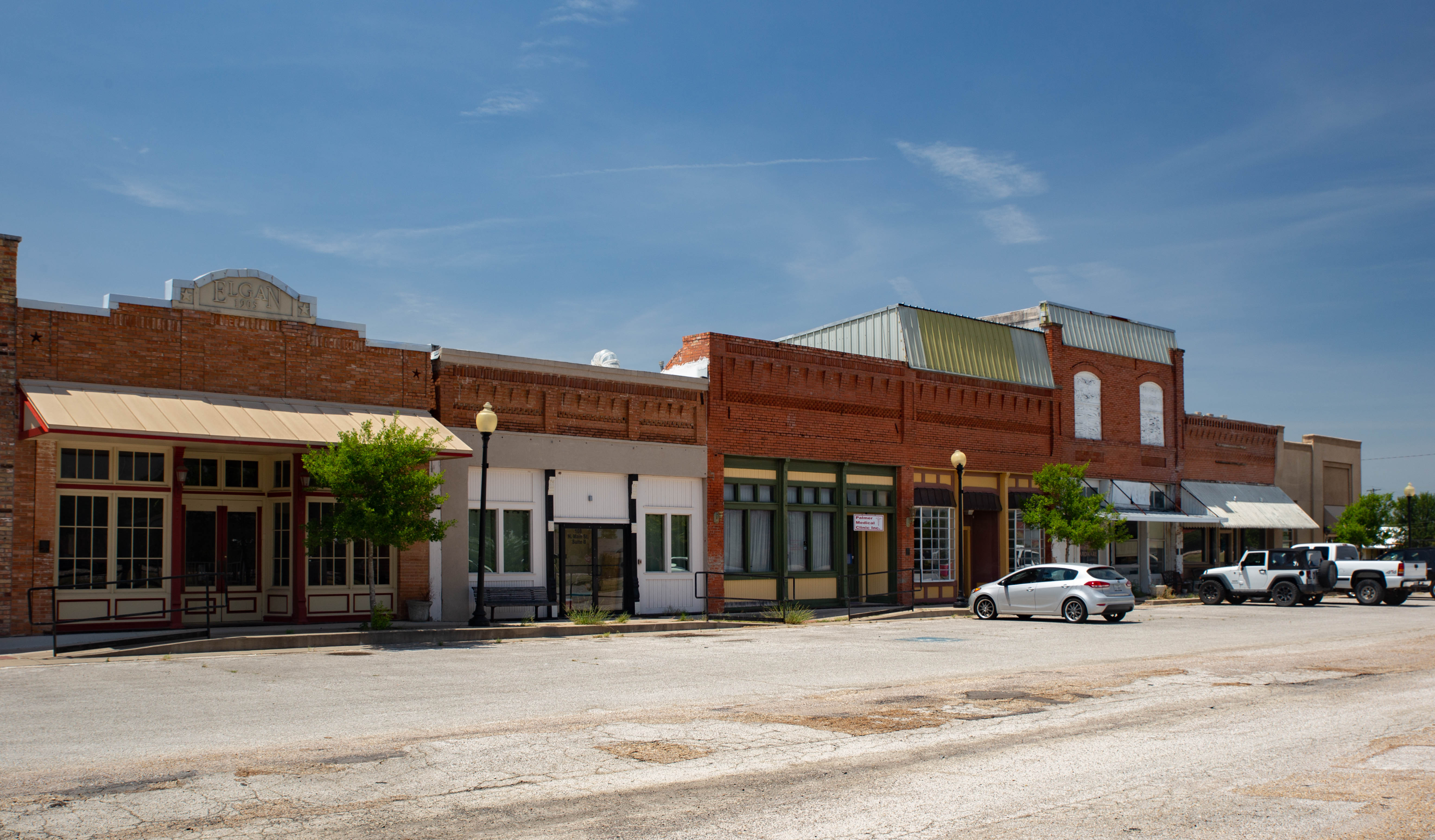
Centre ville

Pour les articles homonymes, voir Palmer.
La ville de Palmer est située dans le comté d’Ellis, dans l’État du Texas, aux États-Unis. Sa population s’élevait à 2 000 habitants lors du recensement de 2010, estimée à 2 071 habitants en 2016.

## Source
- (en) Cet article est partiellement ou en totalité issu de l’article de Wikipédia en anglais intitulé « Palmer, Texas » (voir la liste des auteurs).